# Dulepska
Dulepska je selo koje se nalazi zapadno od Vrbovca. Prema popisu iz 2001. godine ima 159 stanovnika. 

## Povijest
Ime Dulepska potječe od istočnoslavenskog plemena Duljeba, koji su se s nekoliko rodova doselili ovamo u VII. stoljeću zajedno s Hrvatima. Potok i plemićki posjed Dulepska zabilježeni su u dokumentima 1244. g. Manji dio tog posjeda pripadao je gospoštiji Rakovec, a veći dio plemićima koji se često izmjenjuju. 
1480. g. ovdje doseljava Petar Kašnar iz Rakovca. Od 1495. do 1512. g. vlasnik je ovdje udova Davida Kašnar s 22 kuće.
Od 1570. g. do 1782. g. obitelji Boros, Bosak, Blagoja, Bartaković i Zorić, svaka po 2 kuće, da bi 1802. g. Erdody posjedovali Dulepsku.

## Stanovništvo
| broj stanovnika | 150   | 150   | 155   | 219   | 234   | 287   | 295   | 285   | 282   | 269   | 252   | 223   | 193   | 166   | 159   | 155   | 132   |
|                 | 1857. | 1869. | 1880. | 1890. | 1900. | 1910. | 1921. | 1931. | 1948. | 1953. | 1961. | 1971. | 1981. | 1991. | 2001. | 2011. | 2021. |

## Vanjske poveznice
- The Three – Header from Vaćani (eng.)/(hrv.)